# Meursac
Meursac ist eine westfranzösische Gemeinde mit 1544 Einwohnern (Stand 1. Januar 2022) im Département Charente-Maritime in der Region Nouvelle-Aquitaine.

## Lage
Meursac liegt in der alten Kulturlandschaft der Saintonge etwa 23 Kilometer (Fahrtstrecke) südwestlich von Saintes bzw. etwa 25 Kilometer nordwestlich von Pons. Der Hauptort des Gemeindeverbandes, Gémozac, befindet sich etwa 17 Kilometer südöstlich.

## Bevölkerungsentwicklung
| Jahr      | 1968 | 1975 | 1982 | 1990 | 1999 | 2006 | 2016 |
| Einwohner | 975  | 916  | 909  | 922  | 1006 | 1100 | 1469 |

In der ersten Hälfte des 19. Jahrhunderts lag die Zahl der Einwohner beständig zwischen 1300 und 1600; danach sorgten die Reblauskrise im Weinbau und die Mechanisierung der Landwirtschaft für einen stetigen Rückgang. Aufgrund der relativen Nähe zu den Städten Saintes und Pons und der vergleichsweise günstigen Miet- und Grundstückspreise ist die Bevölkerungszahl von Meursac in den letzten Jahren wieder leicht angestiegen.

## Wirtschaft
Landwirtschaft und Weinbau bestimmen seit Jahrhunderten das Wirtschaftsleben des Ortes, der daneben auch als Handels-, Handwerks- und Dienstleistungszentrum für die – mittlerweile weitgehend verschwundenen – Weiler und Einzelgehöfte im Umland fungierte. Die Böden der Gemeinde gehören zum Anbaugebiet der Bons Bois des Weinbaugebietes Cognac, doch wird auch 'normaler' Wein und Pineau des Charentes produziert. Auf einigen Flächen wird auch Getreide (Weizen, Mais) angebaut. Seit den 1980er Jahren ist der Tourismus (Vermietung von Ferienwohnungen) als Einnahmequelle hinzugekommen.

## Geschichte
Der älteste Siedlungsfund auf dem Gebiet der heutigen Gemeinde ist ein gallorömisches Landgut (villa rustica) aus dem 4. oder 5. Jahrhundert n. Chr., das einem gewissen Murcius gehörte, der wohl zum Namensgeber des mittelalterlichen Ortes (Murciacum) wurde. Aus derselben Zeit stammt die Krypta der Kirche, die wohl ursprünglich als unterirdisches Versteck, vielleicht auch als Kultplatz, errichtet wurde. Im 11. Jahrhundert gehörte die Kirche des Ortes zur über 300 Kilometer (Luftlinie) entfernten Abtei von La Chaise-Dieu, die hier ein Priorat unterhielt, das wiederum dem Priorat von Sainte-Gemme unterstand. Es wurde im 12. Jahrhundert mit einer ansehnlichen romanischen Kirche ausgestattet. Etwa zur gleichen Zeit ist die Existenz einer Komturei des Templerordens auf dem Gebiet der Gemeinde überliefert. Ob der Ort im Hundertjährigen Krieg (1337–1453) in Mitleidenschaft gezogen wurde, ist nicht überliefert. Im Verlauf der Hugenottenkriege (1562–1598) wurde die Kirche in Brand gesetzt und teilweise zerstört. Von weiteren Zerstörungen während der Französischen Revolution ist nichts bekannt.

## Sehenswürdigkeiten

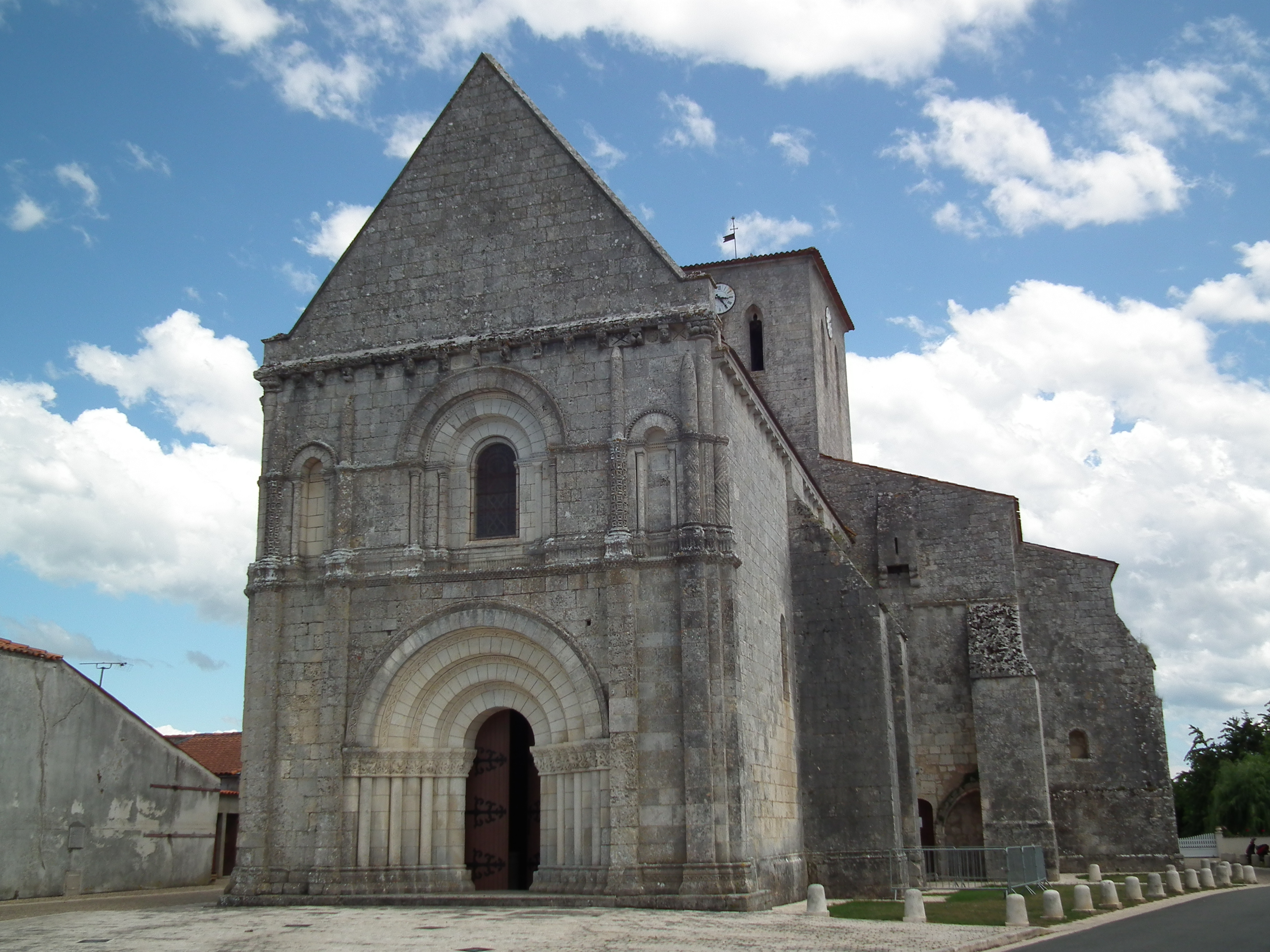
Kirche Saint-Martin

- Die einschiffige Pfarrkirche Saint-Martin ist ein Bau des frühen 12. Jahrhunderts mit einem weitgehend schmucklosen, aber architektonisch ausgereiften Archivoltenportal an der Westfassade, welches im Jahr 1895 erneuert wurde. Die Ecken aller Fassadenebenen sind durch kleiner werdende Dienstbündel verstärkt; zwei weitere Halbsäulenvorlagen gliedern die Fassade in der Vertikalen. Das Fenster im mittleren Bereich der Fassade nimmt in verkleinerter Form das Portalschema auf; es wird von seitlichen Blendbögen begleitet. Der darüber befindliche Konsolenfries schließt die mittlere Fassadenebene nach oben ab; darauf ruht ein völlig schmuckloses Giebelfeld. Aufgrund der Zerstörungen während der Religionskriege wurde der gesamte Ostteil der Kirche im 16. Jahrhundert neugestaltet, wobei das weiträumige Innere dreischiffig ausgeführt ist; im Äußeren ist hingegen ein wehrhafter Charakter zu beobachten, der von einem Wehrerker (échauguette oder bretèche) noch unterstrichen wird. Der Kirchenbau ist seit 1909 als Monument historique[1] anerkannt.

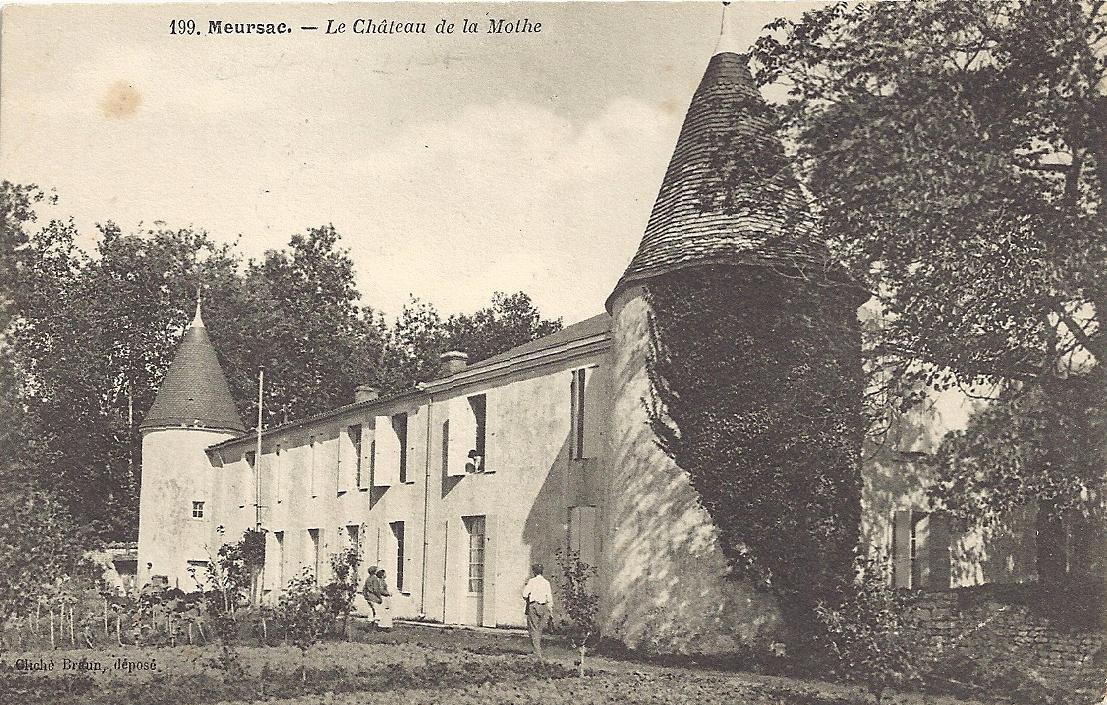
Château de la Mothe

- Die aus dem Kalkgestein herausgehauene unterirdische Krypta wurde erst im Jahr 1857 wiederentdeckt. Sie hat sehr wahrscheinlich mit der mittelalterlichen Kirche nichts zu tun, sondern wird dem 4. oder 5. Jahrhundert – also der gallorömischen Zeit – zugerechnet. Ihre Funktion könnte ein unterirdischer Kultplatz oder ein Versteck gewesen sein, in welchem (später) auch die Toten der Gemeinde beigesetzt wurden.
- Die Ruinen der Templerkomturei stehen im Ortsteil Les Épeaux. Die Gebäude wurden nach der Auflösung des Templerordens im Jahre 1312 dem Hospitaliterorden übergeben. In der Folgezeit verfielen die Gebäude jedoch mehr und mehr.
- Das Château de la Mothe stammt aus dem 15. Jahrhundert und befindet sich in Privatbesitz. Die Architektur des Corps de Logis mit seinen vielen Fenstern verweist auf die Renaissance, wohingegen die runden fensterlosen Ecktürmchen noch dem Geist des Mittelalters verhaftet sind.